# Josef Ortner (Landrat)
Josef Ortner (* 25. Februar 1891 in Paderborn; † 21. Mai 1951 in Warburg) war ein preußischer Verwaltungsjurist und Landrat.

## Leben
Ortner studierte ab 1911 Rechtswissenschaften in Heidelberg und Münster. Ab 1911 war er Mitglied der katholischen Studentenverbindung KDStV Arminia Heidelberg. Später wurde er noch Mitglied der AV Alsatia Münster. 1920 absolvierte er sein Referendariat und wirkte 1924 als Magistratsassessor in Bottrop. 1927 war er Regierungsassessor in Osnabrück. 1926 bis 1927 wirkte Ortner als Landrat im Kreis Schwerin an der Warthe in der Grenzmark Posen-Westpreußen. Ab 1927 wurde er auf selbigen Posten in den Kreis Deutsch Krone versetzt. Nach der Machtübernahme der NSDAP wurde Ortner am 6. April 1933 in den einstweiligen Ruhestand versetzt.
In der Zeit des Zweiten Weltkrieges wurde Ortner bei der Bezirksregierung in Minden dienstverpflichtet. Nach Kriegsende wurde er 1945 zum Landrat im Kreis Warburg ernannt. Er wirkte auf diesem Posten bis 1946.

## Auszeichnungen
- Orden des heiligen Papstes Silvester